# Eupteryx capreola
Eupteryx capreola är en insektsart som beskrevs av Lindberg 1954. Eupteryx capreola ingår i släktet Eupteryx och familjen dvärgstritar. Inga underarter finns listade i Catalogue of Life.